# 鄰苯二甲酸二異癸酯
邻苯二甲酸二异癸酯（英語：Diisodecyl phthalate，缩写DIDP）是一种常用的塑化劑，用于生产塑料和塑胶涂层，以增加灵活性。这化合物来自邻苯二甲酸和异癸醇（正癸醇的一种同分异构体）的酯化反应。家具、炊具、药丸、食品包装和许多其他产品上的涂层可能含有DIDP或其他邻苯二甲酸酯。最近美国和欧盟对于其毒性和生物累積量开始考量。欧盟已经设定了一个食品容器最大含量限值：鄰苯二甲酸二異癸酯和鄰苯二甲酸二異壬酯的总和不得超过9毫克/千克食物容量。